# 577

## Събития
- Изобретяване на първообраза на кибрита в Китай

## Родени
- ? – Агатон, Римски папа